# Die Tillenzwerge

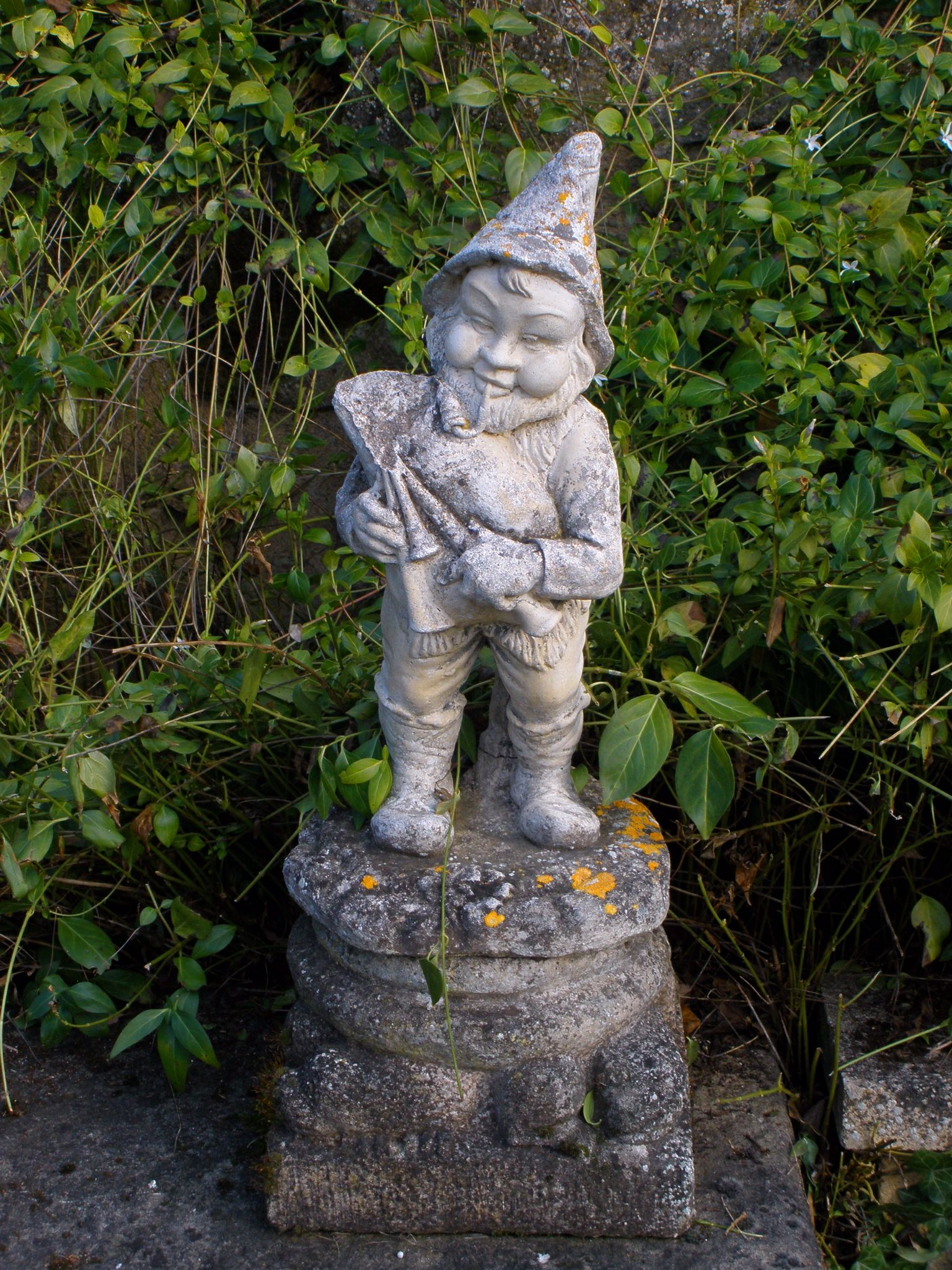
Zwergenstatue

Die Tillenzwerge ist eine Sage aus dem deutsch-tschechischen Grenzgebiet und dem Egerland im Westen Tschechiens.

## Handlung
Einst lebten im Gebiet um den Berg Tillen Zwerge. Ihre Lieblingsspeise war Schweinebraten mit Sauerkraut und Knödeln. Oft stiegen die Zwerge ins Egerland hinab, um sich aus den Töpfen der Bauernfrauen heimlich Knödel zu nehmen. Die Frauen kamen jedoch dahinter und zählten seither ihre Knödel immer ab. Seitdem ließen sich die Zwerge dort nicht mehr blicken, da sie der Meinung waren, dass das Egerland geizig geworden sei und man mit Geizigen keinen Umgang pflegen solle.

## Rezeption

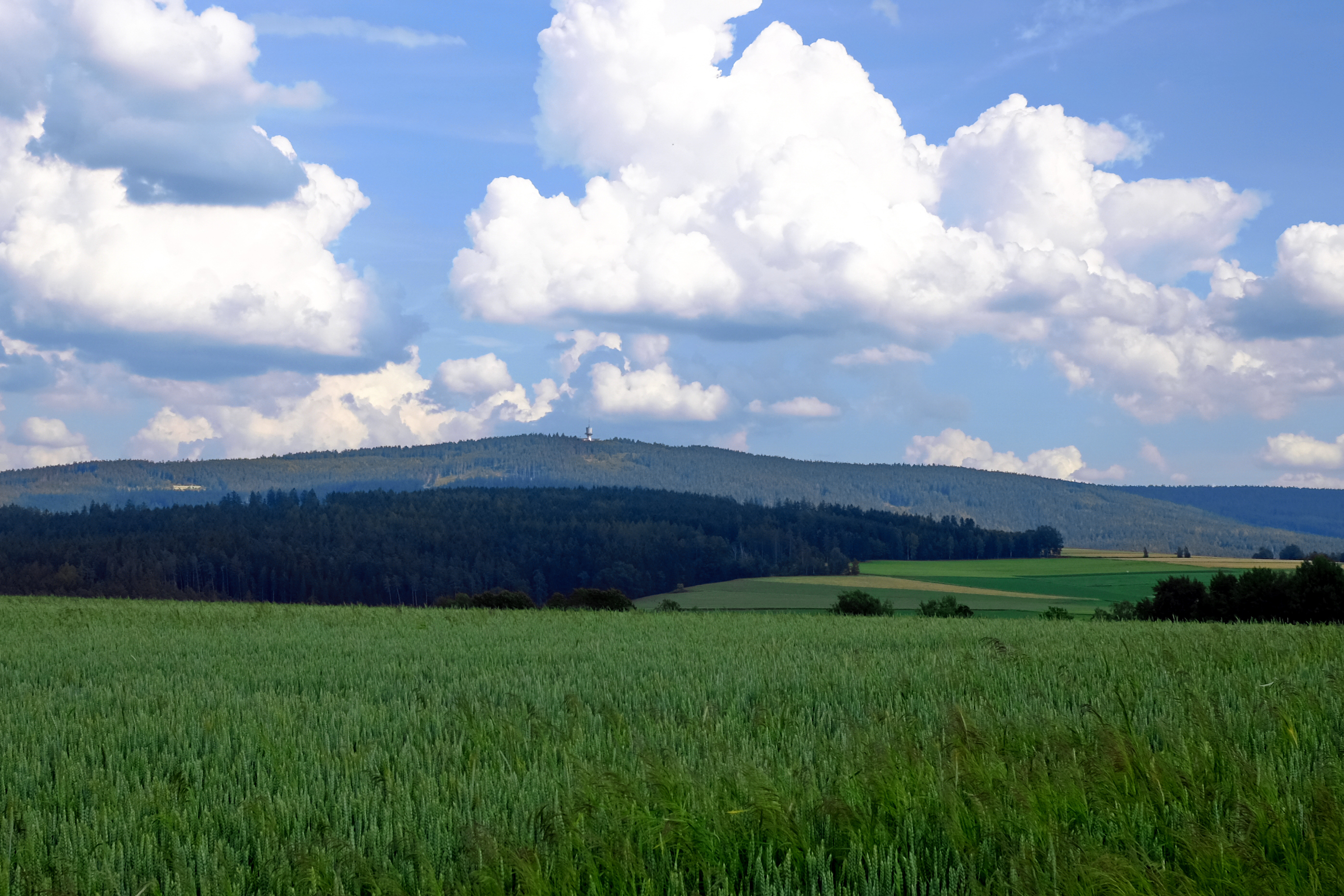
Der Berg Tillen an der deutsch-tschechischen Grenze.

Die Sage findet sich in mehreren Werken zur sudetendeutschen / west-tschechischen Sagenwelt und wurde etwa rezipiert in Der Egerländer, der Stammeszeitschrift des Bundes der Eghalanda Gmoin. Thilde Hopper-Hoyer listet sie in ihrer Sagensammlung Egerländer Sagenkranz auf, die sie 1958 veröffentlichte, als Erinnerung an ihre verlorene Heimat des Egerlandes; aus der sie 1945/1946 vertrieben worden war.

## Sagenkranz des Berg Tillen
Die Sage gehört zu einer Vielzahl weiterer Geschichten, die sich um den Berg Tillen ranken.